# Арія Міа Лоберті
Арія Міа Лоберті — американська акторка. Вона зіграє роль Марі-Лор Леблан у екранізації роману «Все те незриме світло». Лоберті народилась з рідкісним генетичним захворюванням очей, яке називається ахроматопсія, і є юридично сліпою. Вона отримала свою проривну роль у глобальному кастингу серед тисяч актрис.

## Біографія
Лоберті народилася і виросла у Род-Айленді, вищу освіту здобула в Університеті Род-Айленда з 2016 по 2020 рік. Вона з відзнакою закінчила навчання за трьома спеціальностями: філософія, комунікативні дослідження та політологія, а також давньогрецька мова та риторика. Вона отримала ступінь магістра з античної риторики з відзнакою у 2021 році в Лондонському університеті Royal Holloway за стипендією Фулбрайта. У 2021 році вона почала навчання в докторантурі з античної риторики в Університеті штату Пенсільванія.
Арія Міа Лореті зіграє головну роль Марі-Лор Леблан у майбутній екранізації Netflix роману 2014 року «Все те незриме світло». Лоберті отримала роль після глобального кастингу. Прихильниця книги, вона пішла на прослуховування після того, як дізналася про кастинг від своєї колишньої вчительки. Незважаючи на відсутність акторського досвіду, Лоберті було обрано серед тисяч кандидаток на роль; це її перша акторська роль.

## Фільмографія
| Рік  | Українська назва      | Оригінальна назва           | Роль            | Примітки                      |
| ---- | --------------------- | --------------------------- | --------------- | ----------------------------- |
| 2023 | Все те незриме світло | All the Light We Cannot See | Марі-Лор Леблан | мінісеріал                    |
| 2024 | Анатомія Грей         | Grey's Anatomy              | Віда Мадера     | Епізод: "Baby Can I Hold You" |
| 2024 | Хроніки Спайдервіка   | The Spiderwick Chronicles   | Валентина       | 5 епізодів                    |